# 第38回世界卓球選手権
第38回世界卓球選手権はスウェーデン・イェテボリにあるスカンジナヴィアムで1985年3月28日から4月7日まで91の国・地域が参加して開催された。7種目中、男子ダブルスを除く6種目を中国が制した。
3選手の総当たりによる9シングルスで行われた男子団体では中国が予選リーグの韓国戦で5-4と苦戦したものの、決勝でスウェーデンに5-0で圧勝し3連覇で9度目の優勝を果たした。また女子団体決勝でも中国が北朝鮮を3-0で破り、6連覇で7度目の優勝を果たした。

## 競技結果
| 階級           | 金                                                      | 銀                                            | 銅                            |
| -------------- | ------------------------------------------------------- | --------------------------------------------- | ----------------------------- |
| 男子シングル   | 江加良                                                  | 陳龍燦                                        | ロー・チェンチュン 騰義       |
| 男子ダブルス   | ミカエル・アペルグレン ウルフ・カールソン               | インドジホフ・パンスキー ミラン・オーロスキー | 江嘉良・蔡振華 范長茂・何志文 |
| 女子シングルス | 曹燕華                                                  | 耿麗娟                                        | 斉宝香 戴麗麗                 |
| 女子ダブルス   | 載麗麗 耿麗娟                                           | 曹燕華 倪夏蓮                                 | 焦志敏・斉宝香 童玲・管建華   |
| 混合ダブルス   | 蔡振華 曹燕華                                           | インドジホフ・パンスキー マリー・ハラコワ     | 范長茂・焦志敏 陳新華・童玲   |
| 男子団体       | 中国 江加良（世界ランク1位）、謝賽克（世界ランク2位）ら | スウェーデン                                  | ポーランド                    |
| 女子団体       | 中国                                                    | 北朝鮮                                        | 韓国                          |

## 日本人選手の成績
日本は三大会連続で無冠に終わった。長谷川信彦は日本選手の台上のボールの処理が悪いと、技術面での遅れを指摘した。
1985年2月上旬、日本代表に選ばれていた糠塚重造が肝炎のため、出場を辞退した。2月19日、幸野信子と橘川美紀が日本代表に追加された。
男子は小野誠治、宮崎義仁、前原正浩、齋藤清、五藤ひで男、川村公一、渡辺武弘、清水正夫が出場した。
平均年齢19歳と史上最年少のチームとなった女子は石田清美、星野美香、下長智子、橘川美紀、山下さとみ、幸野信子が出場した。
シングルスの予選では、川村公一が1セットも落とさず、3回戦まで勝利し、本戦出場を果たした。渡辺武弘は、予選2回戦で15歳のヨルグ・ロスコフに敗れた。山下さとみ、幸野信子は、予選3回戦で敗退した。男子は5人、女子は3人がシングルス本戦に出場した。
男子シングルスでは、宮崎が2回戦で中国の安宰亨を3-0、3回戦でソ連のマズノフを3-2で、4回戦で中国の陳新華を3-0で破った。準々決勝で香港のロー・チェンチュンに1-3で敗れたもののベスト8となった。ダブルスでも宮崎・清水組が準々決勝でチェコスロバキアのパンスキー、オロウスキー組に敗れベスト8となった。全日本三連覇中の斎藤はシングルスでは初戦で無名のブルガリア選手に敗れた。
女子シングルスは星野、下長がベスト32に入ったのが最高だった。
男子団体（河原智監督）は準決勝で中国を相手に斎藤、小野、宮崎が1セットも取れずに0-5で敗れた。3位決定戦でポーランドに3-5で敗れて4位、女子団体は5位から8位決定トーナメントでハンガリーに1-3で敗れ、7位決定戦でチェコスロバキアを3-2で破り7位となった。